# جاي تافاري
جاي تافاري (بالإنجليزية: Jay Tavare)‏ هو ممثل أمريكي، ولد في 23 مارس 1971 في الولايات المتحدة.

## أعمال

### أفلام
- (1994) قتال الشوارع[4][5]
- (2002) التكيف[6]
- (2003) الجبل البارد[7]
- (2015) ذي هيومن سينتيبيد 3[8]

## وصلات خارجية
- جاي تافاري على موقع IMDb (الإنجليزية)
- جاي تافاري على موقع ألو سيني (الفرنسية)
- جاي تافاري على موقع أول موفي (الإنجليزية)
- جاي تافاري على موقع قاعدة بيانات الأفلام السويدية (السويدية)
- جاي تافاري على موقع قاعدة بيانات الفيلم (الإنجليزية)
- جاي تافاري على موقع كينوبويسك (الروسية)